# Pee Wee Ellis
Alfred Pee Wee Ellis (Bradenton, 21 de abril de 1941-24 de septiembre de 2021) fue un saxofonista y compositor estadounidense de funk y soul.

## Biografía
Tras haber recibido lecciones de piano en su infancia, Pee Wee Ellis se inició en el saxofón a la edad de nueve años, cuando tras descubrir uno de esos instrumentos en casa de su abuela, reveló estar dotado de un talento excepcional. Con once años comenzó a tocar con orquestas de baile locales, y en 1955, con 16 años, se trasladó con su familia a Rochester, Nueva York. Allí conoció a toda una futura leyenda del contrabajo, Ron Carter, con el que asistió frecuentemente como espectador al famoso club de jazz Birdland. Pee Wee pasó el verano de 1957 recibiendo clases de Sonny Rollins, tras lo cual regresó a Florida para formar su propio grupo de R&B, Dynamics Incorporated.
En 1965 fue contratado por James Brown para su banda. Tras seis meses de estancia en la banda de Brown, y tras haber escrito éxitos inmediatos como Cold Sweat, que se convertiría en un clásico de la banda, Ellis se convirtió en el director musical del grupo de Brown. En 1970 fue contratado por el sello neoyorquino CTI Records como arreglista y director musical de la casa, y allí Ellis realizó trabajos para Esther Phillips, George Benson, Hank Crawford y otros muchos artistas.
En 1976 editó su primer disco en solitario, y tras marcharse a San Francisco formó brevemente un quinteto de jazz fusión junto al saxofonista Dave Liebman, con quien colaboró posteriormente en su disco de 1977 Light'n Up Please!.
En 1979, Ellis fue contratado por Van Morrison como director musical de su banda. La asociación entre los dos artistas duró seis años y acaba cristalizando en cinco álbumes. Entretanto Ellis realizó giras y grabaciones con los JB Horns, la banda liderada por la sección de vientos de James Brown: Fred Wesley, Maceo Parker y el mismo Ellis y con Bobby Byrd, uno de los coristas de Brown. Durante los años noventa, Ellis volvió a reunirse con Van Morrison para editar otra serie de álbumes, pero también publicó una serie de discos en solitario que recibieron muy buenas críticas y que resultaron una buena muestra de su estilo, una mezcla de funky-jazz, arreglos para big band y puro jazz. Al mismo tiempo, Pee Wee Ellis trabajó como músico de sesión de éxito y como arreglista para otros artistas, como los cantantes africanos Oumou Sangare y Cheikh Lo, o para los cubanos Cachaíto y Miguel Anga Díaz.
Desde 2000, Pee Wee Ellis continuó editando álbumes bajo su nombre, efectuando giras regulares con grupos propios, con The JB's o con otros artistas. Desde 2008 lideró un nuevo proyecto que, bajo el nombre Still Black, Still Proud - An African Tribute to James Brown, reúne a artistas de todo el planeta para rendir homenaje a James Brown y a las raíces africanas de su música.
En 2015 se unió a Parliament, y planificando trabajar en el disco nuevo a publicar ese o el siguiente año, Sly Stone también se unió a Parliament ese año, lo que renueva los miembros de la banda después de 34 años, cuando entraron secundarios en 1981 meses antes de la disolución.

## Estilo y valoración
Pee Wee Ellis ha sido uno de los arquitectos de la era James Brown, definiendo temas clásicos del soul desde finales de los años 1960 e introduciendo arreglos y concepciones rítmicas (precisas líneas de metales, ritmos repetitivos y embellecimientos melódicos reducidos al mínimo, como es patente en temas como «Cold Sweat», «Licking Stick-Licking Stick» o «Funky Drummer», que redefinirían el lenguaje del soul para transformarlo en el emergente sonido del funk.
Versátil compositor, arreglista, saxofonista, pianista y organista, la música de Ellis abarca un gran número de estilos musicales, desde el jazz hasta el soul, pasando por el funk o el rock.

## Discografía

### En solitario
- 1976 Home in the Country (Savoy).
- 1992 Blues Mission (Gramavision).
- 1993 Twelve and More Blues (Minor Music).
- 1994 Sepia Tonality (Minor Music).
- 1995 Yellin Blue
- 1996 A New Shift (Minor Music).
- 1997 What You Like (Minor Music).
- 2000 Ridin Mighty High (Skip Records).
- 2001 Live and Funky (Skip Records).
- 2005 Different Rooms (Skip Records).

### ConJames Brown
- Star Time - Una compilación retrospectiva en 4 CD sobre la carrera de Brown.

### ConVan Morrison
- 1979 Into the Music (Polydor).
- 1980 Common One (Polydor).
- 1982 Beautiful Vision (Polydor).
- 1983 Inarticulate Speech of the Heart (Polydor).
- 1984 Live at the Grand Opera House Belfast (Polydor).
- 1985 A Sense of Wonder (Polydor).
- 1995 Days Like This (Polydor).
- 1996 How Long Has This Been Going On (Mercury) - Top Jazz Álbum - #1
- 1996 Tell Me Something: The Songs of Mose Allison (Verve) - Top Jazz Álbum - #1
- 1997 The Healing Game (Mercury).
- 1998 The Philosopher's Stone (Polydor).
- 1999 Back on Top (Polydor).
- 2006 Live at Montreux 1980/1974 DVD (Exile).

### ConThe JB Horns
- 1990 Finally Getting Paid (Minor Music).
- 1991 Pee Wee, Fred and Maceo (Gramavision).
- 1993 Funky Good Time - Live (Gramavision).
- 1994 I Like It Like That

### ConMaceo Parker
- 1990 Roots Revisited (Minor Music).
- 1991 Mo Roots (Minor Music).
- 1992 Life On Planet Groove (Minor Music).
- 1993 Southern Exposure (Minor Music).
- 1994 Maceo (Minor Music).